# 細窪孝
細窪 孝（ほそくぼ たかし、1931年 - 2021年）は、日本の文学研究者。
東京生まれ。東京大学国文科卒。
東京都立雪谷高校学校、東京都立西高等学校教諭。
文学同人「獨樂の会」会員。
民族芸能を守る会、日本民主主義文学同盟などに所属した。
東京家政学院大学人文学部日本文化学科教授。2002年定年退任。
2021年没。

## 著書
- 『落語百題 江戸庶民の暮しと笑い』教育史料出版会、1982　芸術教育叢書
- 『戦後文学の出発』東京出版センター、1992
- 『激動する世界と文学 文芸時評1992』東京出版センター、1993
- 『愛に生きた江戸の女明治の女 近世から近代へ文学の展開』蕗薹書房、2000
- 『青春残映 ロシア・ウクライナ・ヴェトナム紀行』アーバンプロ出版センター、2005
- 『山東京伝黄表紙の世界』アーバンプロ出版センター、2010

## 参考
- 「落語百題」著者略歴